# Mładen Marinow
Mładen Marinow, bułg. Младен Маринов (ur. 21 listopada 1971 w Tetewenie) – bułgarski polityk, urzędnik i policjant, w latach 2017–2018 sekretarz generalny Ministerstwa Spraw Wewnętrznych, a od 2018 do 2020 minister spraw wewnętrznych.

## Życiorys
W 1997 ukończył sofijską Akademię Ministerstwa Spraw Wewnętrznych, w 2002 uzyskał na niej magisterium z przeciwdziałania przestępstwom i ochrony porządku publicznego. W 2005 ukończył studia prawnicze na Południowo-Zachodnim Uniwersytecie im. Neofita Rylskiego w Błagojewgradzie. W 2014 został absolwentem studiów magisterskich z obrony cywilnej i ochrony infrastruktury w sytuacjach kryzysowych w Akademii Wojskowej im. Georgiego Rakowskiego w Sofii. Od 1991 pracował w Ministerstwie Spraw Wewnętrznych w Sofii, był kolejno oficerem i dowódcą policji, szefem grupy, działu i wiceszefem departamentu. Od czerwca 2013 do lipca 2014 pozostawał wicedyrektorem, a od lipca 2014 – dyrektorem sofijskiego stołecznego dyrektoriatu spraw wewnętrznych.
W maju 2017 otrzymał nominację na sekretarza generalnego Ministerstwa Spraw Wewnętrznych w trzecim gabinecie Bojka Borisowa. 20 września 2018 zaaprobowany przez parlament jako minister w tym resorcie. Zakończył urzędowanie 24 lipca 2020. W kwietniu 2021, lipcu 2021, listopadzie 2021, październiku 2022, kwietniu 2023, czerwcu 2024 i październiku 2024 z ramienia partii GERB uzyskiwał mandat posła do Zgromadzenia Narodowego 45., 46., 47., 48., 49., 50. oraz 51. kadencji.